# Ixora platythyrsa
Ixora platythyrsa är en måreväxtart som beskrevs av John Gilbert Baker. Ixora platythyrsa ingår i släktet Ixora och familjen måreväxter. Inga underarter finns listade i Catalogue of Life.